# Фундація Gapminder
Фундація Gapminder є некомерційним підприємством, зареєстрованим в Стокгольмі, Швеція, що сприяє сталому глобальному розвитку та досягненню Цілей розвитку тисячоліття Організації Об'єднаних Націй шляхом розширення використання і розуміння статистичних даних та іншої інформації про соціальний, економічний та екологічний розвиток на місцевому, національному та глобальному рівнях.

## Огляд
Фундація продовжує розвиток  Trendalyzer, який був придбаний Google в березні 2006 року. Команда розробників Gapminder приєдналася до Google в квітні 2007 року. Поточна версія Trendalyzer’а зветься Gapminder World. Це вебсервіс, що відображає зміну  статистичних даних для всіх країн і багатьох субнаціональних регіонів у часових рядах Gapminder використовує "Google Motion Charts" для побудови цих графіків. Фундація Gapminder також розвиває  ряд інших проектів, в тому числі:
- Всесвітній розподіл доходів, інтерактивне відображення статистичних даних про розподіл доходів домашніх господарств в Бангладеш, Бразилії,  Індії, Індонезії, Китаї, Нігерії, Пакистану, США, Японії і світу в цілому за кожен рік з 1970 по 1998 включно.
- Dollar Street, інтерактивне відображення світу як вулиці. Номер на вулиці відповідає щоденному доходу на людину в сім’ї. Всі люди світу живуть у Dollar Street.  Найбідніші живуть в лівому кінці а найбагатші в крайньому правому. Всі інші люди живуть між ними на безперервній шкалі щоденних доходів.
- Тенденції розвитку людського потенціалу 2003, лінійна тематична флеш-презентація розроблена спільно з Програмою розвитку Організації Об'єднаних Націй для Доповіді про розвиток людства 200.
- Всесвітня діаграма здоров’я 2001, відображає  від 50 до 100 років розвитку охорони здоров'я для всіх країн світу з часовими рядами для 35 показників, наданими Всесвітньою організацією охорони здоров'я.

Установча рада з фундації Gapm inder складається з посла Gun-Britt Andersson,  професора Christer Gunnarsson  Університету Лунда, професора Bo Sundgren Стокгольмської школи економіки, професорів Hans Rosling і Hans Wigzell з Каролінського інституту.

## Місія
Метою фундації є сприяння сталому глобальному розвитку та досягнення Цілей тисячоліття Організації Об'єднаних Націй по збільшенню використання і розуміння статистичних даних та іншої інформації про соціальний, економічний та екологічний розвиток на місцевому, національному та глобальному рівнях.
Мета фундації повинна бути досягнута за рахунок:
1. використання і розвиток інформаційних технологій для легкодоступної візуалізації статистичних даних та іншої інформації;
2. права власності, захисту і вільного поширення результатів в області розвитку;
3. використання спільно з різними партнерами, результатів розвитку з метою вироблення статистичних даних та іншої інформації про розвиток доступної і зрозумілої для широких груп користувачів через Інтернет та інші засоби масової інформації.

## Подальше читання
- Hans Rosling (February 2006). TED Talk, The best stats you've ever seen. TED Conferences, LLC. Процитовано 21 жовтня 2013.

## Зовнішні посилання
- Gapminder